# Municipio de Shady Grove (condado de Greene)
El municipio de Shady Grove (en inglés: Shady Grove Township) es un municipio ubicado en el condado de Greene en el estado estadounidense de Arkansas. En el año 2010 tenía una población de 177 habitantes y una densidad poblacional de 3,07 personas por km².

## Geografía
El municipio de Shady Grove se encuentra ubicado en las coordenadas 35°59′42″N 90°47′55″O / 35.99500, -90.79861. Según la Oficina del Censo de los Estados Unidos, el municipio tiene una superficie total de 57.65 km², de la cual 57,65 km² corresponden a tierra firme y (0 %) 0 km² es agua.

## Demografía
Según el censo de 2010, había 177 personas residiendo en el municipio de Shady Grove. La densidad de población era de 3,07 hab./km². De los 177 habitantes, el municipio de Shady Grove estaba compuesto por el 94,35 % blancos, el 2,82 % eran afroamericanos, el 2,26 % eran amerindios y el 0,56 % eran de una mezcla de razas. Del total de la población el 0,56 % eran hispanos o latinos de cualquier raza.